# Ганска
Ганска (рум. Hansca) — село в Яловенському районі Молдови. Утворює окрему комуну.